# Eteri Andjaparidze
Pour les articles homonymes, voir Andjaparidze.
Eteri Andjaparidze en géorgien ეთერ ანჯაფარიძე, née le 15 septembre 1956 à Tbilissi, est une pianiste et professeure de musique d'origine géorgienne installée aux États-Unis. 

## Jeunesse
Née le 15 septembre 1956 dans une famille de musiciens de Tbilissi, en Géorgie, Eteri Andjaparidze a reçu ses premières leçons de piano de sa mère pianiste Yvette Bachtadze. Son père, Zurab Andjaparidze (1928–1997), est ténor principal de l'opéra Bolchoï et du théâtre d'opéra et de ballet Paliashvili de Tbilissi. Son beau-père Leonid Oakley (1923–1991) est un scientifique géorgien. Andjaparidze entre à l'école spéciale de musique pour enfants surdoués (studio de piano de Meri Chavchanidze), à l'âge de cinq ans. À neuf ans, elle fait ses débuts en récital solo et soliste avec l'orchestre géorgien national. Elle obtient sa maîtrise et son doctorat au Conservatoire Tchaïkovski de Moscou sous la direction de Vera Gornostayeva, élève de Heinrich Neuhaus.

## Carrière
Eteri Andjaparidze est le premier pianiste d'origine soviétique à remporter le Grand Prix du Concours international de piano de Montréal en 1976. En 1974, elle remporte le quatrième prix du cinquième concours international Tchaïkovski à Moscou. 
Elle joue dans le monde entier lors de récitals en solo et en collaboration, ainsi que comme soliste invité avec les plus grands orchestres et chefs d'orchestre. Ses programmes couvrent tous les genres et styles du répertoire de piano et la discographie comprend des albums solo nommés aux Grammy Awards et Deutsche Schallplatten. 
Avant de devenir professeur de piano à la NYU Steinhardt et à la Mannes School of Music, elle enseigne aux conservatoires d'État de l'université DePaul, SUNY, Moscou et Tbilissi. Elle dirige des classes de maître dans le monde entier. Elle est fondatrice et directrice artistique du programme d'études avancées sur la performance de piano AmerKlavier. 
Eteri Andjaparidze est récipiendaire de l'Ordre de l'amitié internationale, l'Ordre d'honneur et le titre d'artiste du peuple de Géorgie.